# Emma Sullivan
Emma Sullivan es una directora de televisión y guionista británica, conocida por dirigir episodios en series como Holby City (1999-2014), 4 O'Clock Club (2012-2020), Silent Witness (2019), Doctor Who (2005-presente), Vigilante (2022) y One Piece (2023).
Emma es licenciada por la Escuela Nacional de Cine y Televisión, donde obtuvo una beca de la Fundación David Lean para su máster en Dirección de Ficción. También es licenciada en Bellas Artes por el Central St Martin's College of Art & Design y tiene un máster en Comunicación, Arte y Diseño por el Royal College of Art de Londres.

## Filmografía
| Año       | Título                                | Notas                      |
| --------- | ------------------------------------- | -------------------------- |
| 2004      | Nut                                   | Corto                      |
| 2005      | Walking to Nairobi                    | Corto                      |
| 2009      | After Tomorrow                        | Corto                      |
| 2012-2013 | Doctors                               | 15 episodios               |
| 2014      | Holby City                            | 2 episodios                |
| 2014      | Find Your Feet                        | Corto                      |
| 2017      | The Stick: The Screenwriter's Revenge | Corto                      |
| 2017      | 4 O'Clock Club                        | 4 episodios                |
| 2017      | The Hole                              | Corto                      |
| 2018      | Call the Midwife                      | 1 episodio                 |
| 2018      | Gone (After Lysistrata)               | Corto                      |
| 2019      | Silent Witness                        | 2 episodios                |
| 2020      | Doctor Who                            | 2 episodios                |
| 2021      | Vigilante                             | 3 episodios                |
| 2023      | One Piece                             | 2 episodios (dirigida por) |

## Premios y nominaciones
- After Tomorrow (2009) - Festival de cine de Varsovia - Mejor Cortometraje (Nominado).[6]
- After Tomorrow (2009) - Festival de cine de Edinburgo - Mejor Cortometraje Británico (Ganador).[6]
- After Tomorrow (2009) - Festival de cine de Cannes - Palma de Oro a Mejor Cortometraje (Nominado).[6]
- Into the Deep (2009) - Festival de cine de Sundance - Cine Documental Internacional - Gran Premio del Jurado (Nominado).[6]